# Liste von Psychiatrien im Saarland
Die Liste von Psychiatrien in Saarland ist ein unvollständige Liste über ehemalige und aktuelle psychiatrische Fachkliniken des Landes Saarland.

## Liste
| Name                                                               | Ort         | Gründung | Bemerkungen                                        | Bild |
| ------------------------------------------------------------------ | ----------- | -------- | -------------------------------------------------- | ---- |
| Klinik Tiefental – Zentrum für psychotherapeutische Rehabilitation | Saarbrücken |          | [ 1 ]                                              |      |
| Landeskrankenhaus Merzig                                           | Merzig      | 1876     | Wurde 1998 geschlossen.                            |      |
| Saarländische Klinik für Forensische Psychiatrie                   | Merzig      |          | Übernahme Aufgaben des Landeskrankenhauses Merzig. |      |
| SHG-Kliniken Sonnenberg                                            | Saarbrücken |          | [ 2 ]                                              |      |
| Marienkrankenhaus St. Wendel                                       | St. Wendel  |          |                                                    |      |
| SHG-Kliniken Völklingen                                            | Völklingen  |          | [ 2 ]                                              |      |
| Universitätsklinikum des Saarlandes                                | Homburg     | 1947     |                                                    |      |